# Rougon
Rougon település Franciaországban, Alpes-de-Haute-Provence megyében. Lakosainak száma 120 fő (2022. január 1.). Rougon Blieux, Castellane, La Palud-sur-Verdon, Aiguines és Trigance községekkel határos.

## Népesség
A település népessége az elmúlt években az alábbi módon változott:
| Lakosok száma | 41   | 55   | 77   | 135  | 103  | 104  | 110  | 121  | 122  | 120  |
|               | 1968 | 1982 | 1990 | 2006 | 2013 | 2015 | 2017 | 2019 | 2020 | 2022 |